# Шлейхер, Август
А́вгуст Шле́йхер (нем. August Schleicher; 19 февраля 1821 — 6 декабря 1868) — немецкий языковед.
В своих лингвистических концепциях полагался на широко распространённую в его время, но ныне устаревшую и псевдонаучную концепцию полигенизма.

## Биография
Сын врача в Мейнингене. В 16 лет он поступил в гимназию в Кобурге, где, кроме латинского, греческого и еврейского языков, начал заниматься и ботаникой. Тогда уже Шлейхер интересовался китайским языком и санскритом. Пробыв 6 лет в гимназии, где он, несмотря на свои приватные занятия, а возможно, благодаря им, был далеко не первым учеником, Шлейхер вышел из неё и подготовился дома к экзамену зрелости, сдав который, поступил на богословский факультет Лейпцигского университета. Здесь, кроме богословских наук, он слушал арабский язык (у Г. Л. Флейшера). После первого семестра перешёл в Тюбингенский университет, где слушал теолога Баура и ориенталиста Эвальда.
В 1843 г. он перешёл на философский факультет в Бонн, где тогда читали Фридрих Велькер и Фридрих Ричль. На семинарах обоих учёных Шлейхер получил основательную подготовку по классической филологии, изучая в то же время германскую филологию у Ф. К. Дица и санскрит с арабским у Христиана Лассена и Иоганна Гильдемейстера. Лассен, Диц и Ричль имели на него наибольшее влияние: первые два в смысле специальных интересов, последний в отношении метода. Пробыв здесь 6 семестров, Шлейхер в 1846 г. получил степень доктора за работу о произведениях римского грамматика Варрона. Только в тезисах диссертации сказался будущий сравнительный языковед. В том же году Шлейхер выступил в Бонне в качестве доцента сравнительного языкознания, но скоро уехал в путешествие (в Бельгию, Париж и т. д.). Чтобы иметь средства к существованию, Шлейхер отправлял корреспонденции в немецкие газеты.
Зимой 1848—1849 гг. он отправился в Прагу изучать чешский язык, под влиянием Лассена, посоветовавшего ему обратить внимание на славянские языки. В короткое время он выучился по-чешски, но должен был скоро оставить Прагу, возбудив подозрения австрийской полиции, и возобновил свои чтения в Бонне.

### Первые крупные труды
В 1848 г. Шлейхер закончил свою первую более крупную работу «К сравнительной истории языков» (нем. Zur vergleichenden Sprachengeschichte) — первую часть его «Sprachvergleichende Untersuchungen». Она интересна по своему замыслу — представить обзор одного фонетического явления (так называемого «зетацизма», то есть одного из видов палатализации согласных) в разных не только родственных, но и не родственных языках (в греческом, санскрите, авестийском, древнеперсидском, латинском, готском, литовском, пракрите, пали, романских и германских языках, кельтском, латышском, славянских, семитических, маньчжурском, мадьярском, монгольском, тибетском и китайском). За ней последовала (1850) вторая часть, «Языки Европы в сравнительном обозрении» (нем. Die Sprachen Europas im systematischer Übersicht), опыт обозрения языков Европы (в том числе и не индоевропейских) с характеристикой их морфологических и семасиологических особенностей. Общие исторические идеи, положенные Шлейхером в основу его труда, были заимствованы им у Гегеля.

### Занятия славянскими языками
Тем временем Шлейхер не оставлял и своих занятий славянскими языками, особенно церковнославянским, которые доставили ему скоро славу лучшего их знатока среди немецких учёных. Весной 1850 г. он был приглашён в немецкий пражский университет, временно на кафедру классической филологии, вместе с Г. Курциусом, с которым у него завязались наилучшие отношения. С 1852 г. Шлейхер перешёл на кафедру санскрита и сравнительного языкознания, объявив чисто лингвистические курсы (древне- и средневерхненемецкий, литво-славянские языки). Пребывание в Праге позволило ему усовершенствоваться в чешском и других славянском языках. Первым он владел совершенно свободно.
С этого времени чаще и чаще начинают появляться труды Шлейхера по славянскому языкознанию:
- в 1850 г. — статья о чешской грамматике (в «Zeitschrift für die österreich. Gymnasien»),
- в 1852 г. статья о некоторых славянских падежных формах («Sitzungsberichte» венской академии, 1852 февраль),
- отдельный труд «Formenlehre der kirchenslaw. Sprache, erklärend und vergleichend dargestellt» (Бонн), содержавший стоявшее на уровне современного знания сравнительно-грамматическое представление старославянской морфологии.

### Литуанистика
Эти работы привели его к необходимости заняться и литовским языком, как это Шлейхер решил ещё в 1848 г. Получив пособие от венской академии, после выхода своей «Formenlehre…», Шлейхер отправился в июне 1852 г. в Литву. Прибыв на место, он принялся за практическое изучение литовского языка, и скоро уже мог говорить на нём. Освоившись с языком, он принялся записывать литовские песни, сказки, загадки и другие произведения народной словесности. В середине октября с богатым запасом новых материалов и знаний он вернулся в Прагу и принялся за обработку собранного. Уже в июне 1853 г. появилась первая работа Шлейхера, посвящённая литовскому языку: «Lituanica» («Sitzungsberichte» венской академии) — ряд очерков по библиографии и грамматике литовского языка, литовскому фольклору и т. п. Но главным плодом лингвистического путешествия Шлейхера был его знаменитый «Handbuch der litauischen Sprache», первая часть которого (грамматика) вышла ещё летом 1855 г. За ней последовала вторая часть (хрестоматия и словарь, 1857). Научность и точность грамматического представления особенностей литовского языка и обилие нового и свежего материала из народной литовской словесности сделали руководство Шлейхера первостепенным и на долгое время единственным пособием при изучении названного языка, длительное время не терявшим своей ценности.

### Сравнительное языкознание
В 1857 г. Шлейхер оставил Прагу и перешёл в Йену. Деспотизм австрийского правительственного режима, подозрительность полиции, усмотревшей в открытом и отчасти свободомыслящем Шлейхере опасного заговорщика, натянутые отношения с местным чешским обществом, видевшим в Шлейхере всё-таки немца, сделали ему пребывание в Праге тягостным и заставили навсегда покинуть Австрию. В это время как раз в сравнительном языкознании наблюдалось известное оживление: окончание первого издания сравнительной грамматики Боппа, появление первых выпусков санскритского словаря Отто фон Бётлингка и Рота (с 1853 г.), основание Куном «Zeitschrift für vergleichende Sprachforschung» (с 1852 г.) — были симптомами этого оживления, в котором принял деятельное участие и Шлейхер своим (и Куна) журналом «Beiträge zur vergleichenden Sprachforschung auf dem Gebiete der arischen, celtischen und slawischen Sprachen» (с 1858 г.). На страницах этого издания появился ряд ценных статей самого Шлейхера и лучших современных учёных.
Шлейхер полагал, что чем дальше носители индоевропейских диалектов отошли от первоначальной индоевропейской прародины, которую он видел в Средней Азии, тем большему распаду подвергся сам языковой организм. Индоевропейцы, ушедшие с прародины южным путём, дали начало языкам греческому, латинскому (который претерпел больше изменений и, следовательно, беднее греческого), кельтскому (дойдя до Атлантического побережья, кельты почти утратили древние флексии). Индоевропейцы, ушедшие северным путём, дали начало славянам (в языке которых еще сохраняются старые падежные и глагольные флексии) и литовцам (где также сохраняется богатое склонение), дальше на запад ушли предки германцев (чем западнее расположен германский язык, тем меньше у него сохранилось старых форм; английский совсем утратил падежи).

### Последние годы
Счастливый своим возвращением в Германию, Шлейхер отклонил предложение Петербургской Академии наук, приглашавшей его, как знаменитого уже слависта, стать её членом. Отказавшись переселиться в Россию, Шлейхер изъявил, однако, согласие работать для академии и был избран заграничным её членом-корреспондентом. К этому времени относится окончание начатой им ещё за два года работы по немецкой диалектологии и отчасти фольклору: «Volkstümliches aus Sonneberg im Meininger Oberlande» (грамматика местного говора, собрание местных областных слов, рассказов, преданий, песен, загадок и пословиц). В 1859 г. явилась первая работа Шлейхера в «Мемуарах» петербургской Академии наук: «Zur Morphologie der Sprache», содержавшая ряд мыслей о морфологической классификации языков, а в 1860 г. — известная книга «Die deutsche Sprache», имевшая целью познакомить более широкий круг читателей из образованного общества с результатами общей науки о языке и главными особенностями родного, немецкого языка. Книга, однако, при всех своих научных достоинствах не имела успеха в обществе, и второе издание её, переделанное Шлейхером, вышло уже после его смерти под редакцией одного из самых видных его учеников — Иоганнеса Шмидта. Слава Шлейхера, однако, всё росла, и его лекции принадлежали к числу наиболее посещаемых в Йенском университете. Немецкий язык и литература, общее языкознание, история и сравнительная грамматика индоевропейских языков (санскрит он перестал читать) составляли их содержание. Из этих лекций и вырос его знаменитый «Compendium der vergleich. Grammatik der indogermanischen Sprachen», первое издание которого появилось в 1861 г., прославив имя Шлейхера повсюду. В 1865 году «Сравнительная грамматика» была напечатана в журнале А. А. Хованского «Филологические записки» в переводе на русский язык. Сжатость и ясность изложения, систематичность и наглядность в распределении материала, целый ряд новых взглядов и объяснений, отразивших результаты оживлённой научной работы 40-х и 50-х годов XIX в., вполне оправдывали выдающийся успех нового труда Шлейхера, вышедшего через 5 лет вторым изданием (1866), за которым последовали третье (1871) и четвёртое (посмертное, 1876).
В промежутках Шлейхер написал ряд небольших статей, вроде «Die Darwinsche Theorie und die Sprachwissenschaft» (1863), заключавшей любопытное (хотя и неудачное) применение учения Дарвина о происхождении видов к объяснению разнообразия языков; «Über die Bedeutung der Sprache für die Naturgeschichte des Menschen» (1865), служившей дополнением к предыдущей; «Die Unterscheidung von Nomen und Verbum in der lautlichen Form» (1865) и т. д. В 1865 же году явилось его издание сочинений литовского поэта Донелайтиса (СПб. изд. Имп. академии наук) с приложением словаря.
В последние годы своей жизни Шлейхер поместил ряд небольших статей по сравнительной грамматике славянских языков в изданиях петербургской Академии наук: «Краткий очерк доисторической жизни северо-восточного отдела индогерманских языков» («Записки Императорской Академии наук», т. VIII, кн. 1, 1865); «Всеславянский словарь» (т. IX, кн. 2, 1866); «Темы имён числительных (количественных и порядковых) в литво-славянских и немецком языках» (т. X, кн. 1, 1866); «Склонение основ на -у- в славянских языках» (т. XI, кн. 1, 1867). Последним крупным трудом его была «Indogermanische Chrestomathie» (Веймар, 1869), содержавшая ряд текстов на главных индоевропейских языках и глоссариев к ним. Она была составлена Шлейхером при участии его учеников А. Лескина, И. Шмидта и известного кельтолога Г. В. Эбеля, и должна была служить пособием для начинающих лингвистов, практически изучающих индоевропейские языки. Уже после смерти Шлейхера вышла составленная им по поручению петербургской Академии наук грамматика вымершего полабского языка: «Laut- und Formenlehre der Polabischen Sprache» (СПб., 1871). За ней последовала сравнительная грамматика славянских языков, оставшаяся неоконченной.

## Значение
Недолгая жизнь Шлейхера, умершего на 48-м году жизни (6 декабря 1868 года), была, очевидно, богата результатами. Отличный гимнаст, закалявший своё здоровье и обладавший железной выдержкой и энергией, он работал, не покладая рук, и оставил после себя ряд первоклассных трудов, несмотря на стеснённые материальные условия (в Йене до самой смерти Шлейхер не получал настоящего профессорского оклада, числясь так называемым «Honorarprofessor», хотя уже приобрёл славу знаменитого учёного). Главной чертой научного мышления Шлейхера являлось стремление приблизить языкознание по точности и строгости метода к естественным наукам.
Большой любитель последних и особенно ботаники, которой он занимался не только как отличный практик-садовод, но и научно (микроскопические препараты его могли сделать честь профессиональному ботанику), Шлейхер относил и языкознание к естественным наукам, считая язык таким же организмом, каким, например, является растение или животное, и под влиянием Геккеля переносил в науку о языке тогда только что возникшую теорию происхождения видов Дарвина целиком. Влиянием идей дарвинизма объясняется и его подражание естественнонаучным методам исследований, и любовь к терминам этой научной сферы, перенесённым в языковедение: «организм» языка, языковые «семьи» и «ветви», генеалогическое «древо»… Ботанические вкусы Шлейхера сказались и в его желании систематизировать, уложить живое разнообразие языка в немногие и, нужно сознаться, довольно деревянные рубрики. Догматизм, известная механичность и педантизм, несомненно, были присущи уму Шлейхера и наложили свой отпечаток и на его естественноисторический способ понимания языка, отчасти парализовав положительные достоинства этого последнего.
Тем не менее, Шлейхер оказал большое влияние на методологию лингвистики конца XIX века. Велики заслуги Шлейхера и в области разработки балтийских и славянских языков. Доставив совершенно новый научный материал своим путешествием в Литву и дав впервые надёжное руководство к изучению такого важного в сравнительном языкознании языка, как литовский, Шлейхер также больше, чем кто-либо из его современников, содействовал и освещению славянских языков сравнительно-грамматическим методом. Своим «Компендием…» он завершил целый период в истории сравнительного языкознания, подведя им окончательный итог всему тому, что было сделано тогда в науке после Ф. Боппа. Не имея гениальности последнего, Шлейхер превосходил его систематичностью и точностью ума, особенно отразившимися в его разработке сравнительной фонетики индоевропейских языков, и с полным правом может быть поставлен в ряду главных творцов нового языкознания. А. Шлейхер оставил после себя много учеников (Г. Курциус, А. Лескин, И. Шмидт, Г. Шухардт), которые создали свои научные работы, отбросив элементы примитивного биологизма и развив самые ценные идеи своего учителя.